# Xah Suvar
Xah Suvar (turc otomà: شهسوار; turc: Şehsuvar) (?, 1432 - el Caire, 1472) fou emir d'Elbistan de 1466 a 1472, de la dinastia Dhul-Kadr, germà i successor de Xah Budak.
Amb suport otomà es va revoltar el 1465 contra el seu germà Malik Arslan i va rebre el diploma d'investidura del sultà el 4 de desembre del 1465 que el nomenava «valí de tots els dominis dels seus ancestres i de tots els Bozklu i Dhul-Kadirlü», és a dir dels nòmades turcmans; però abans de poder ocupar la capital forces egípcies van intervenir i un cop d'estat va portar al tron al proegipci Xah Budak.
Durant dos anys va lluitar contra els egipcis, amb suport encobert dels otomans, sense aconseguir res decisiu i finalment el 1468, amb el suport d'un exèrcit otomà, va derrotar el seu rival i les forces egípcies i va assolir el poder.
Després d'obtenir el triomf va seguir lluitant contra els egipcis que van enviar dues expedicions al territori als que va derrotar (1468 i 1469) a causa de la mala direcció dels egipcis i de la poca disciplina de les tropes amb rivalitats entre soldats sirians i egipcis. Es va confiar i va demanar la retirada de les forces otomanes perquè ja no li semblaven necessàries, cosa que va molestar al sultà. El 1471 Qàït-Bay va aconseguir que el sultà otomà deixés de donar suport a Shah Suwar a canvi de retirar el suport egipci a Àhmad de Karaman i llavors els egipcis van retornar sobtadament, i Shah Suwar fou derrotat en un combat decisiu (avançat 1471) pel mameluc Ezbek, fugint a la fortalesa de Zamantu on va capitular a condició de conservar el principat com a vassall; però una vegada es va rendir fou fet presoner i enviat al Caire i executat (1472), i el tron fou donat al proegipci Xah Budak.
Xah Suvar fou l'únic sobirà de la dinastia que va encunyar moneda. Es van encunyar a la ciutat d'Aintab, probablement entre 1468 i juny de 1471, quan la ciutat va tornar a estar sota el control mameluc.